# Respirator
En respirator er et apparat til kunstigt åndedræt. Respiratorer findes i mange varianter. Det typiske sted på et hospital hvor respiratorer anvendes er intensivafdelingen. I Danmark varetages respiratorbehandling af anæstesilæger og intensivsygeplejersker. Til visse former for narkose (anæstesi) anvendes også respirator; i det tilfælde varetages behandlingen af anæstesilæger og anæstesisygeplejersker. Nogle patienter har hjemmerespirator, det kan for eksempel være på grund af muskelsvind eller skader på rygmarven.